# Melanochromis interruptus
Melanochromis interruptus е вид лъчеперка от семейство Цихлиди (Cichlidae). Видът е световно застрашен, със статут Уязвим.